# Šentjošt nad Horjulom
Šentjošt nad Horjulom este o localitate din comuna Dobrova-Polhov Gradec, Slovenia, cu o populație de 346 de locuitori.